# Yvonne de Gaulle
Yvonne de Gaulle, nascida Yvonne Charlotte Anne Marie Vendroux (Calais, 22 de maio de 1900 — Paris, 8 de novembro de 1979) foi a esposa do 16º Presidente da França, Charles de Gaulle e Primeira-dama de 1959 a 1969. Yvonne Vendroux nasceu em uma família de industriais da Borgonha. Seu sobrenome provém do neerlandês "Van Droege", mas foi adaptado para o francês "Vendroux" durante o reinado de Luís XIV. Yvonne ficou conhecida como "Tia Yvonne" tamanha sua popularidade para com o povo francês.

## Casamento e Família
Yvonne se casou com o general Charles de Gaulle em 7 de abril de 1921. Desta união, lhe proveram três filhos: Philippe (em 1921), Elisabeth (em 1924) e Anne, nascida com uma deficiência em 1928 e falecida em 1948. A família residiu na propriedade La Boisserie, em Colombey-les-Deux-Églises até o estopim da II Guerra Mundial, quando tiveram de se mudar para Londres. Em 1948, criou a Fundação Anne de Gaulle em memória à sua filha falecida no mesmo ano.